# Göhrde (przystanek kolejowy)
Göhrde (niem: Bahnhof Göhrde) – przystanek kolejowy w Nahrendorf, w kraju związkowym Dolna Saksonia, w Niemczech. Znajduje się na linii Wittenberge–Buchholz. Była stacją tranzytową w Breese am Seißelberge w gminie Nahrendorf. Została zbudowana w 1874 roku przez Berlin-Hamburger Eisenbahn-Gesellschaft przez ówczesny oddział Wittenberge-Buchholzer Zweigbahn na 196.3 km i wybudowano zabytkowy budynek.
Początkowo stacja nazywała się Breese, ale nazwa została zmieniona w 1875 roku ze względu na znaczenie polowania dla niemieckiego cesarza, które miały miejsce od 1871 do 1913. Od 1979 r. mieści się w budynku recepcji, centrum edukacyjne dla dzieci i młodzieży. W 1989 ruch na linii kolejowej został zawieszony. Od 2004 roku jest wschodnim krańcem Hamburger Verkehrsverbund na lokalnej linii kolejowej. Według klasyfikacji Deutsche Bahn posiada kategorię 7.